# Agrupació de Dones Antifeixistes

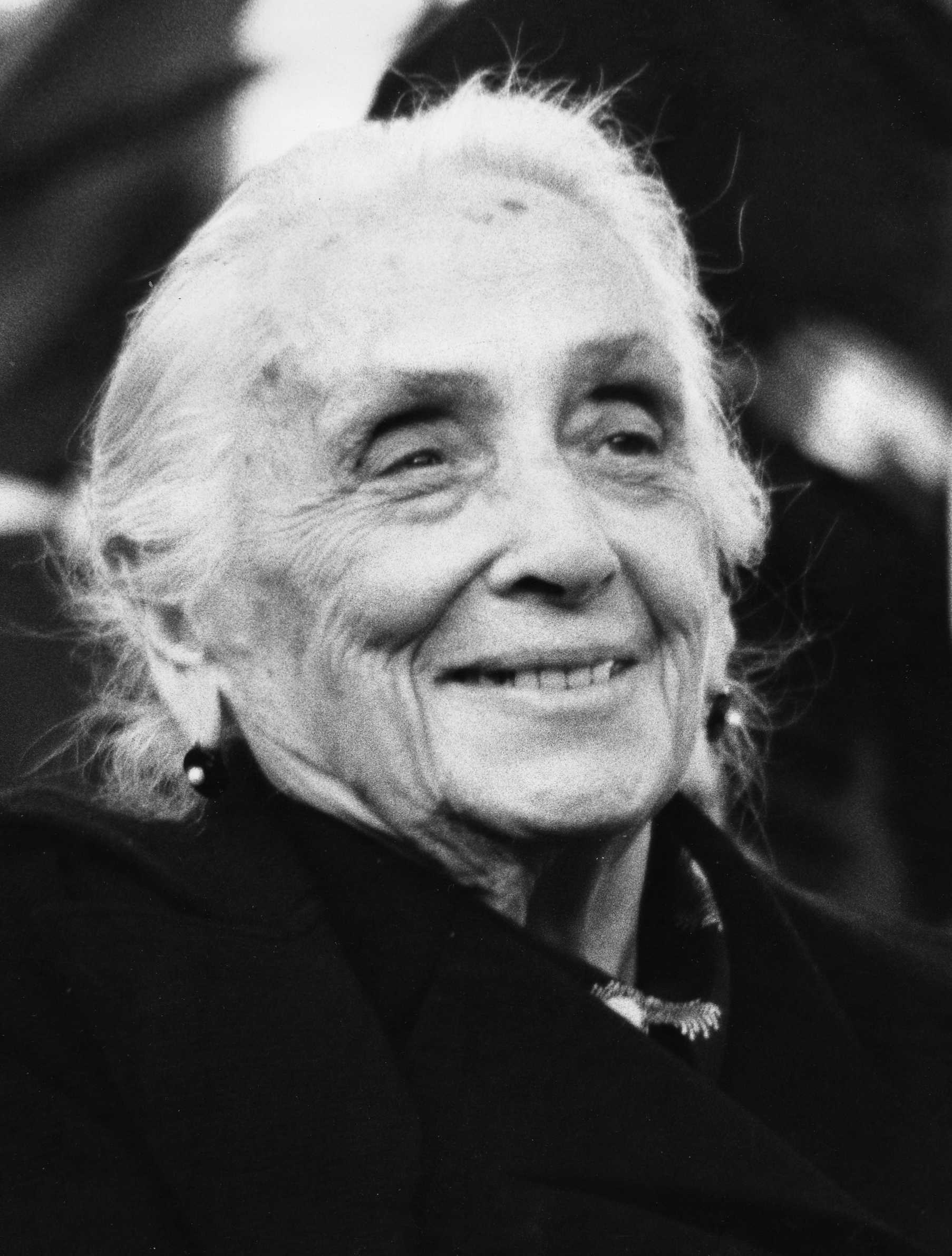
Dolores Ibárruri, la Passionària, va ser la presidenta de la Unió de Dones Antifascistes

L'Agrupació de Dones Antifeixistes (amb diverses denominacions segons l'època: Associació de Dones Antifeixistes, Dones contra la Guerra i el Feixisme al seu inici i Unió de Dones Antifeixistes o Associació de Dones Antifeixistes Espanyoles en l'exili republicà) va ser una organització formada per dones a l'estat espanyol, que va néixer com a corresponsal de la Unió de Dones Contra la Guerra i el Feixisme creada per la Internacional Comunista amb motiu del triomf del dictador Hitler a Alemanya, i que va arribar a tenir més de 60.000 afiliades.
Aquesta organització va néixer com a comunista, però inicialment permetia l'ingrés d'altres dones amb inquietuds polítiques anarquistes, republicanes, socialistes i fins i tot catòliques. L'any 1932, posteriorment a la seva fundació, la UGT va acordar rebaixar les seves quotes a la meitat per facilitar-hi l'ingrés de les dones, cosa que el 1936 va fer també la CNT. Així, a partir de la CNT va néixer el 1936 l'organització femenina Dones Lliures, que va compartir influència amb la Unió de Dones Antifeixistes -que així en va veure reduïda la seva- i amb la secretaria femenina del Partit Obrer d'Unificació Marxista (POUM).
L'agrupació de Dones Antifeixistes va ser iniciada el 1933, però es consolidà el 1936 després d'esclatar la Guerra civil. Eixe mateix any, Dolores Ibárruri, coneguda com la Passionària, va ser elegida presidenta de la Unió de Dones Antifeixistes, i va ser-ho durant tota la Guerra Civil espanyola. A partir de la guerra, l'organització va col·laborar amb el govern de la segona república a la confecció d'uniformes i roba per als refugiats i assistint als orfes de la guerra i als ferits als hospitals de campanya.
En acabar la guerra, l'organització va rebre fortes represàlies per part del govern de la dictadura franquista, i moltes de les seves membres van ser empresonades o afusellades. L'organització com a tal va exiliar-se, distribuïda entre Mèxic, França i altres estats. A França, moltes membres van col·laborar amb la resistència francesa durant la Segona Guerra Mundial i es van reorganitzar després d'acabada aquesta. Així, l'any 1946 van celebrar a Tolosa de Llenguadoc el seu primer congrés a l'exili, en què oferien ajuda als refugiats i als presoners d'Espanya.
A partir dels anys 60, sobretot la part que quedava a Mèxic, va ampliar la seva col·laboració amb altres organitzacions formades per dones d'altres estats, com El Salvador, Nicaragua o Cuba, per exemple enviant material escolar a la Federació de Dones Cubanes. La Unió de Dones Antifeixistes no es va dissoldre fins a l'alliberament de l'últim pres polític a l'estat espanyol.

## Membres destacades
- Anna Solà Sardans[5]
- Carmen Caamaño Díaz[6]
- Elisa Úriz Pi[7]
- Encarnación Fuyola Miret[8]
- Enriqueta Agut Armer[9]
- Felisa Melendo Alonso[10]
- Gregoria Lozoya Lag[11]
- Josefa Úriz Pi[7]
- Manuela Ballester Vilaseca[12]
- Matilde Huici[13]
- Margarita Nelken[14]
- Paquita Sánchez[15]
- Pilar Soler i Miquel[16]
- Rosa Giner Martínez[17]
- Teresa Ramonet i Gas[18]
- Urania Mella Serrano[19]
- Emilia Elías Ballesteros[20][21]